# TUSEM Essen
TUSEM Essen – niemiecki klub sportowy najbardziej znany z sekcji piłki ręcznej mężczyzn z siedzibą w Essen.
Został założony w 1926. W sezonie 2012/13 klub będzie występował w Bundeslidze jako beniaminek.

## Osiągnięcia sekcji piłki ręcznej mężczyzn
- 3-krotny mistrz Niemiec: 1986, 1987, 1989
- 4-krotny zdobywca Pucharu Niemiec: 1989, 1994, 2005
- 1-krotny finalista Ligi Mistrzów: 1988
- 1-krotny zdobywca Pucharu Zdobywców Pucharów: 1989
- 1-krotny zdobywca Pucharu EHF: 2005
- 1-krotny zdobywca Challenge Cup: 1994

## Zawodnicy
Polacy w klubie
W przeszłości w klubie występowali Polacy: Piotr Przybecki (1997-2001) i Eryk Kałuziński (2006-2007),  